# Coume
Coume est une commune française située dans le département de la Moselle et le bassin de vie de la Moselle-est, en région Grand Est. Ses habitants sont appelés les Coumois.

## Géographie
Petit village-rue caractéristique de l'habitat lorrain, Coume s'étale sur le rebord du plateau lorrain, au bord de la cuvette boisée du Warndt, dans laquelle se situe la localité voisine de Guerting. Offrant une large visibilité sur le pays de Nied, la commune est entourée de vastes forêts. La rue principale constitue l'axe majeur du village, le reliant à Denting et Guerting. Une route secondaire relie Coume à Niedervisse, tandis qu'une route à voie unique mène à Téterchen.

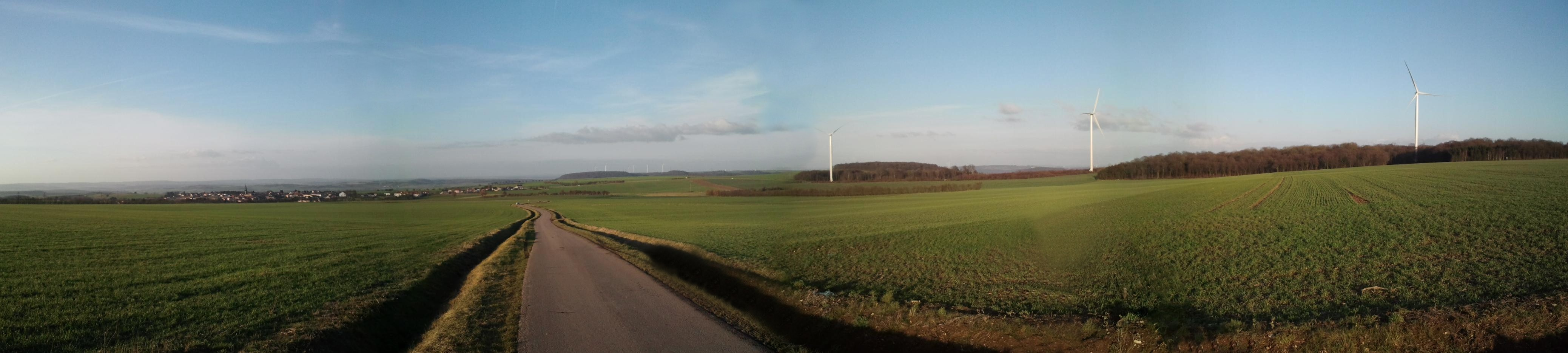
Parc éolien de Coume avec le village.

### Situation
Coume est situé à :

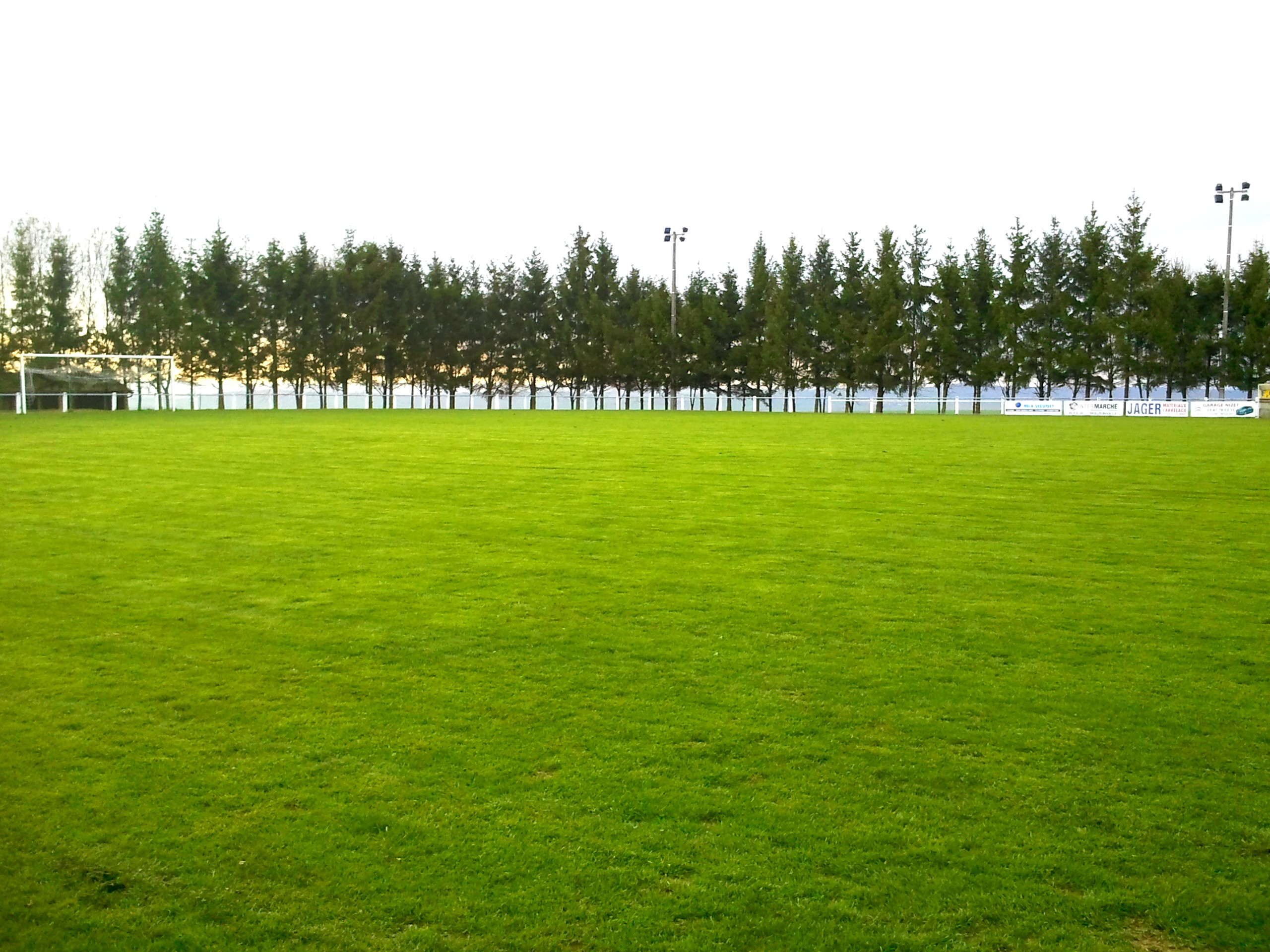
Terrain de football du village.

- 5 km du centre de Boulay-Moselle ;
- 11 km du centre de Creutzwald ;
- 13 km de l'Autoroute française A4 ;
- 17 km du centre de Saint-Avold ;
- 17 km du centre de Bouzonville ;
- 30 km du centre de Metz ;
- 360 km du centre de Paris.

### Hydrographie

#### Réseau hydrographique
La commune est située dans le bassin versant du Rhin au sein du bassin Rhin-Meuse. Elle est drainée par l'Ellbach, le ruisseau de Guerting et le ruisseau Banngraben.
L'Ellbach, d'une longueur totale de 14,3 km, prend sa source dans la commune de Obervisse et se jette  dans la Nied à Hinckange en limite avec Guinkirchen, après avoir traversé sept communes.

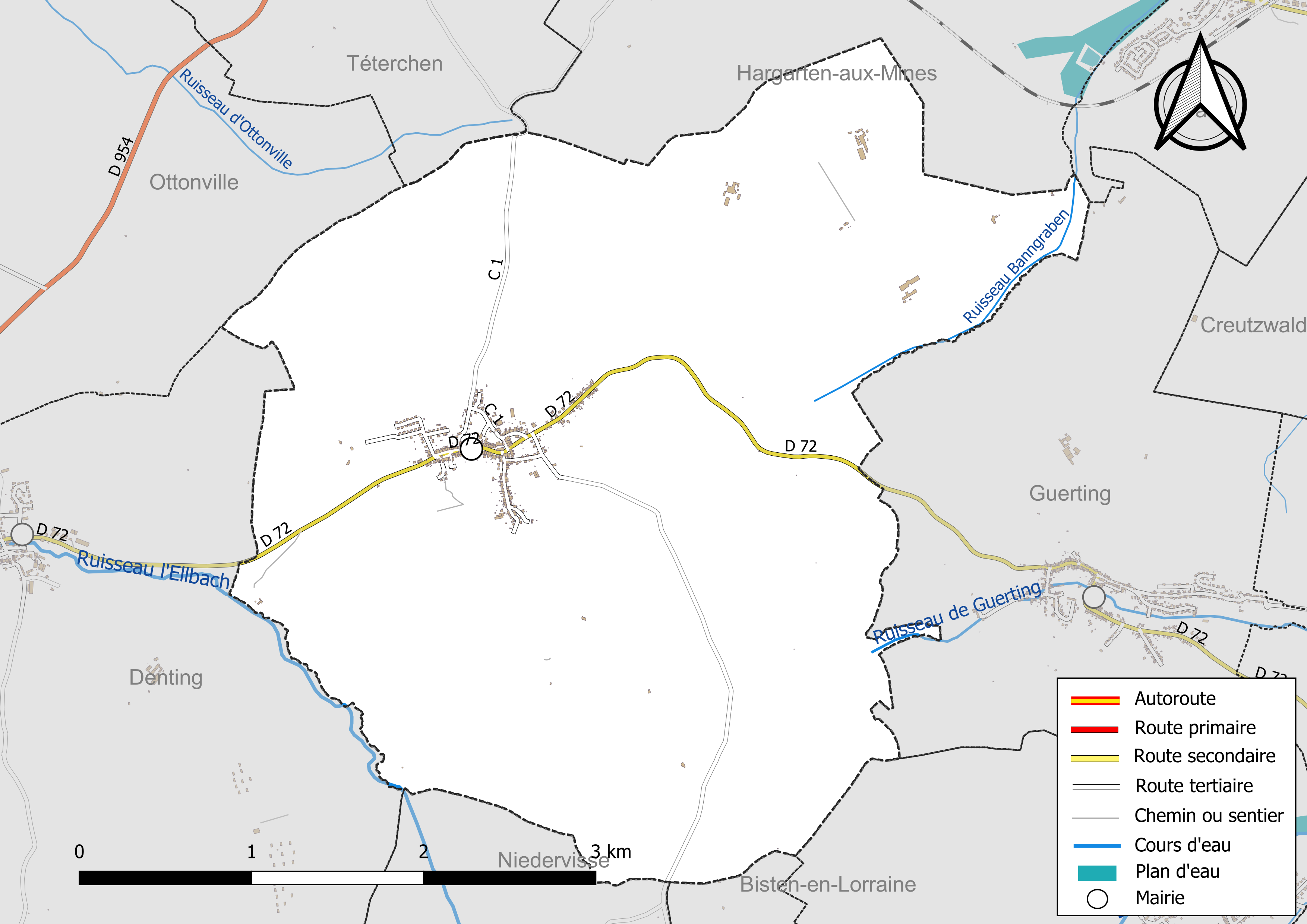
Réseaux hydrographique et routier de Coume.

#### Gestion et qualité des eaux
Le territoire communal est couvert par le schéma d'aménagement et de gestion des eaux (SAGE) « Bassin Houiller ». Ce document de planification, dont le territoire est approximativement délimité par un triangle formé par les villes de Creutzwald, Faulquemont et Forbach, d'une superficie de 576 km2, a été approuvé le 27 octobre 2017. La structure porteuse de l'élaboration et de la mise en œuvre est la région Grand Est. Il définit sur son territoire les objectifs généraux d’utilisation, de mise en valeur et de protection quantitative et qualitative des ressources en eau superficielle et souterraine, en respect des objectifs de qualité définis dans le SDAGE  du Bassin Rhin-Meuse.
La qualité des eaux des principaux cours d’eau de la commune, notamment du ruisseau l'Ellbach, peut être consultée sur un site spécial géré par les agences de l’eau et l’Agence française pour la biodiversité. 

### Climat
Pour des articles plus généraux, voir Climat du Grand Est et Climat de la Moselle.
En 2010, le climat de la commune est de type climat de montagne, selon une étude du Centre national de la recherche scientifique s'appuyant sur une série de données couvrant la période 1971-2000. En 2020, Météo-France publie une typologie des climats de la France métropolitaine dans laquelle la commune est exposée à un climat semi-continental et est dans la région climatique  Lorraine, plateau de Langres, Morvan, caractérisée par un hiver rude (1,5 °C), des vents modérés et des brouillards fréquents en automne et hiver. 
Pour la période 1971-2000, la température annuelle moyenne est de 9,2 °C, avec une amplitude thermique annuelle de 16,7 °C. Le cumul annuel moyen de précipitations est de 897 mm, avec 12,5 jours de précipitations en janvier et 9,3 jours en juillet. Pour la période 1991-2020, la température moyenne annuelle observée sur la station météorologique de Météo-France la plus proche, « Seingbouse », sur la commune de Seingbouse à 21 km à vol d'oiseau, est de 10,5 °C et le cumul annuel moyen de précipitations est de 731,4 mm. 
La température maximale relevée sur cette station est de 37,9 °C, atteinte le 25 juillet 2019 ; la température minimale est de −17 °C, atteinte le 20 décembre 2009,,. 
Les paramètres climatiques de la commune ont été estimés pour le milieu du siècle (2041-2070) selon différents scénarios d'émission de gaz à effet de serre à partir des nouvelles projections climatiques de référence DRIAS-2020. Ils sont consultables sur un site spécial publié par Météo-France en novembre 2022.

## Urbanisme

### Typologie
Au 1er janvier 2024, Coume est catégorisée commune rurale à habitat dispersé, selon la nouvelle grille communale de densité à sept niveaux définie par l'Insee en 2022.
Elle est située hors unité urbaine et hors attraction des villes,.

### Occupation des sols
L'occupation des sols de la commune, telle qu'elle ressort de la base de données européenne d’occupation biophysique des sols Corine Land Cover (CLC), est marquée par l'importance des territoires agricoles (68,2 % en 2018), une proportion sensiblement équivalente à celle de 1990 (69 %). La répartition détaillée en 2018 est la suivante : 
terres arables (60,1 %), forêts (28,6 %), prairies (7,4 %), zones urbanisées (3,2 %), zones agricoles hétérogènes (0,7 %). L'évolution de l’occupation des sols de la commune et de ses infrastructures peut être observée sur les différentes représentations cartographiques du territoire : la carte de Cassini (XVIIIe siècle), la carte d'état-major (1820-1866) et les cartes ou photos aériennes de l'IGN pour la période actuelle (1950 à aujourd'hui).

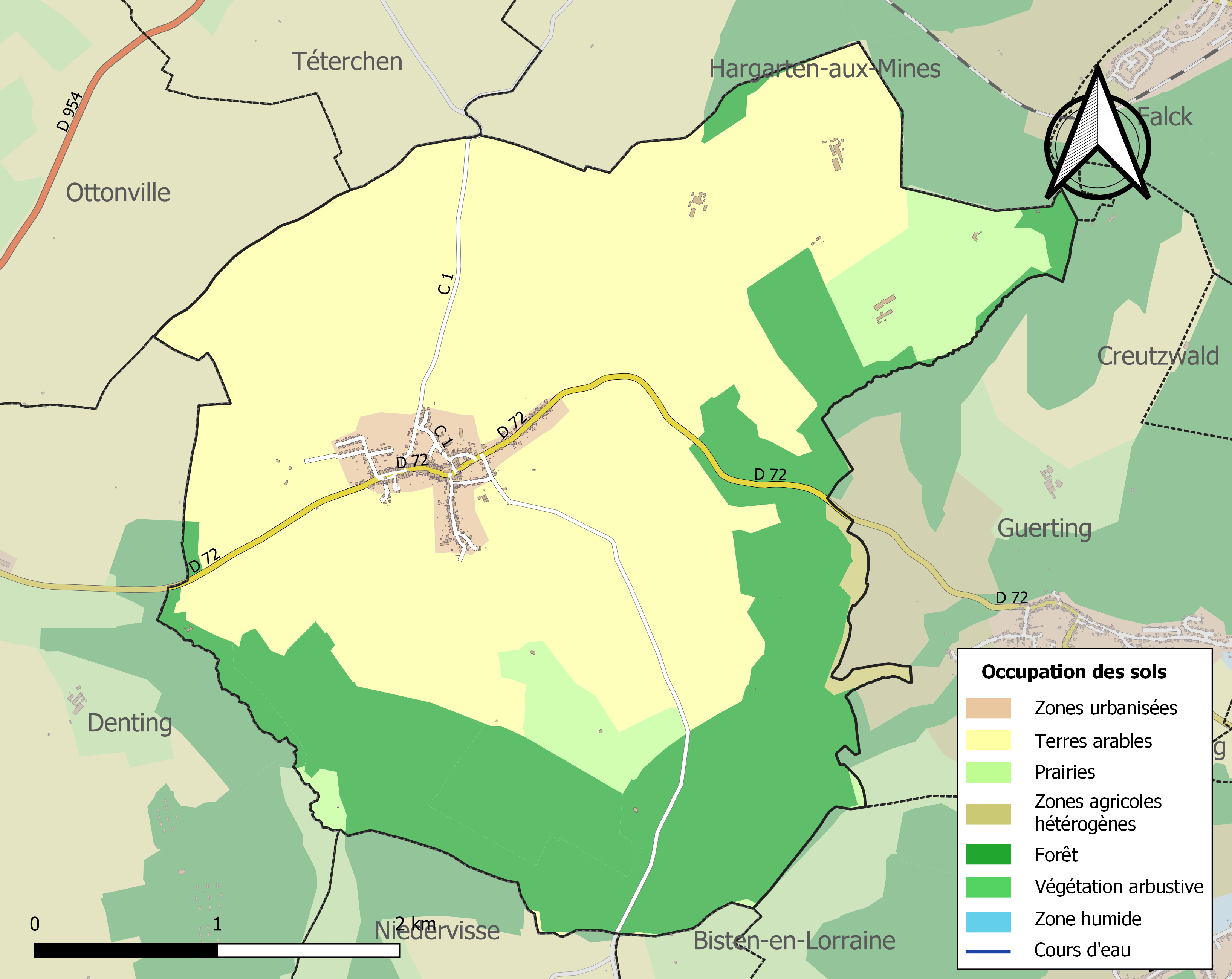
Carte des infrastructures et de l'occupation des sols de la commune en 2018 (CLC).

## Toponymie

### Coume
- Cuine : XIe siècle, Cuma : XIIe siècle, Coma : 1217, Kume ou Cume : 1230, Comes : 1248, Come : 1274, Bering nunc Coumo : 1280, Cousme : 1285, Coumes : 1293, Cosmes les Beranges : 1311, Come : 1318, Cosme : 1404, Coues : 1496, Come : 1502, Kummai : 1534, Coma : 1544, Coeme : 1580, Chon : 1594, Com : XVIIe siècle, Coume : 1630, Chom : 1681, Cousme : 1682, Koume : 1688, Comm : XVIIIe siècle, Come : 1756, Coom : 1760, Coume : 1776, Coum : 1779, Coom : carte de Cassini. 1871-1918 et 1940-1944 : Kuhmen.
- En allemand : Kumm et Kuhmen[16].
- En francique lorrain : Kum.

### Bering
Beringa en 1280, Beering en 1779, Belring (dictionnaire Viville).

## Histoire
La découvert de vestiges gallo-romains confirme que le site est occupé depuis l'Antiquité. Le village, construit seulement après la guerre de Trente Ans, dépend au Moyen Âge de l'ancienne province de Lorraine. Il s'agit d'une ancienne possession de l'évêché de Metz, situé dans le comté de Boulay. Le village se nomme Kuhmen durant l'annexion de 1870 et entre 1940 et 1944.

## Politique et administration

### Jumelages

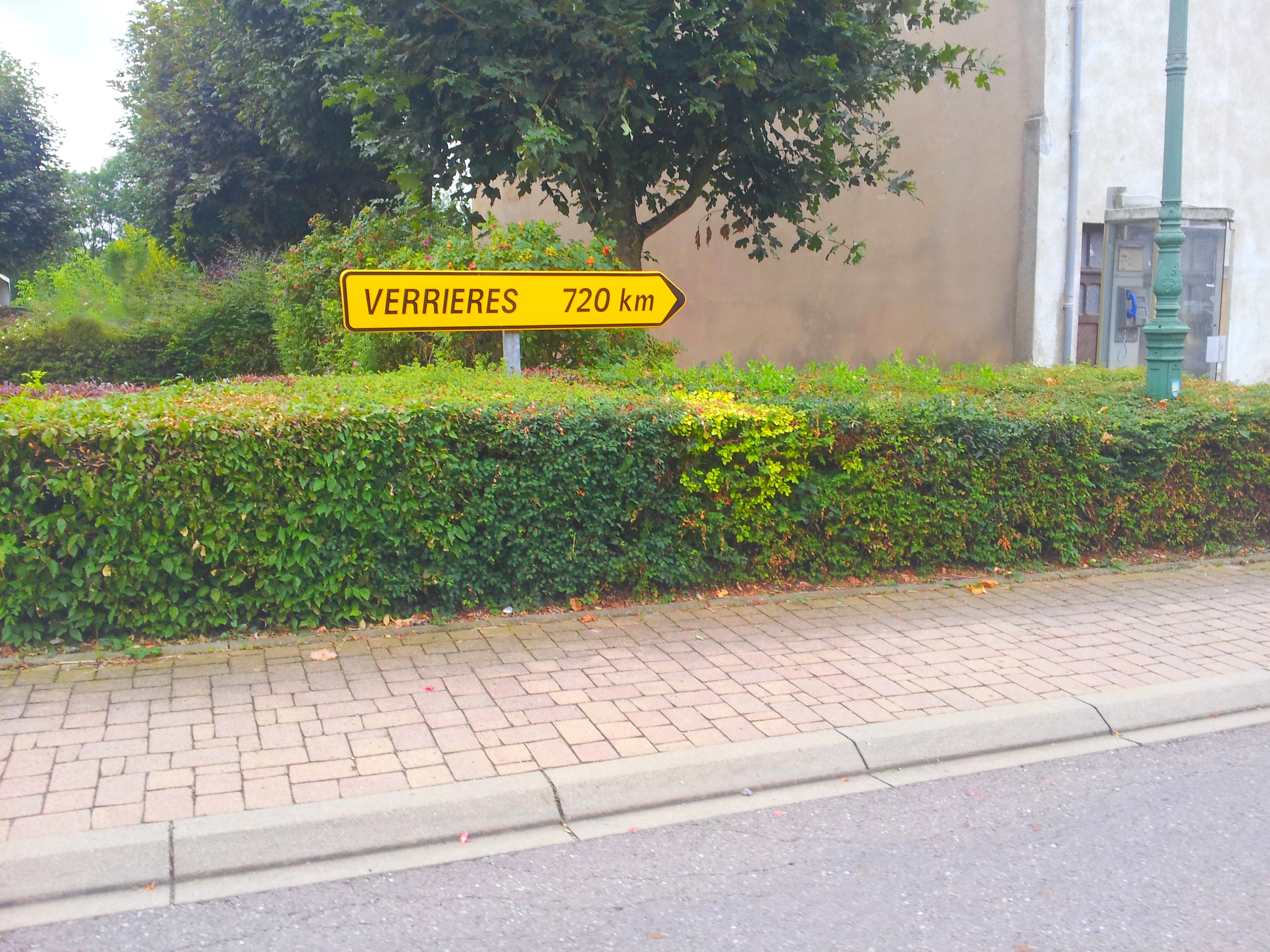
Panneau Verrières à Coume.

Coume est jumelée avec Verrières (Vienne) depuis longtemps et de nombreux échanges perdurent.
Coume et Verrières se rencontrent régulièrement au fil des voyages organisés par les municipalités pour le jumelage.
En 1939, la population fut évacuée vers Verrières. Le carnet de route du 378e RI américain fait état de la libération de Coume le 27 novembre 1944 en ayant fait un prisonnier allemand.
Un panneau implanté dans chaque village informe du nombre de kilomètres les séparant.

## Population et société

### Démographie

#### Évolution démographique
L'évolution du nombre d'habitants est connue à travers les recensements de la population effectués à Coume depuis 1708 où l'on a relevé 180 habitants.

L'évolution du nombre d'habitants est connue à travers les recensements de la population effectués dans la commune depuis 1793. Pour les communes de moins de 10 000 habitants, une enquête de recensement portant sur toute la population est réalisée tous les cinq ans, les populations de référence des années intermédiaires étant quant à elles estimées par interpolation ou extrapolation. Pour la commune, le premier recensement exhaustif entrant dans le cadre du nouveau dispositif a été réalisé en 2005.

En 2022, la commune comptait 601 habitants, en évolution de −9,49 % par rapport à 2016 (Moselle : +0,52 %, France hors Mayotte : +2,11 %).
| 1793 | 1800 | 1806 | 1821 | 1836 | 1841 | 1861 | 1866 | 1871 |
| ---- | ---- | ---- | ---- | ---- | ---- | ---- | ---- | ---- |
| 520  | 457  | 488  | 594  | 730  | 778  | 800  | 749  | 685  |

| 1875 | 1880 | 1885 | 1890 | 1895 | 1900 | 1905 | 1910 | 1921 |
| ---- | ---- | ---- | ---- | ---- | ---- | ---- | ---- | ---- |
| 646  | 671  | 645  | 612  | 613  | 580  | 597  | 564  | 568  |

| 1926 | 1931 | 1936 | 1946 | 1954 | 1962 | 1968 | 1975 | 1982 |
| ---- | ---- | ---- | ---- | ---- | ---- | ---- | ---- | ---- |
| 572  | 553  | 605  | 553  | 570  | 583  | 586  | 571  | 524  |

| 1990 | 1999 | 2005 | 2006 | 2010 | 2015 | 2020 | 2022 | - |
| ---- | ---- | ---- | ---- | ---- | ---- | ---- | ---- | - |
| 540  | 591  | 649  | 640  | 684  | 670  | 620  | 601  | - |

#### Pyramide des âges
En 2018, le taux de personnes d'un âge inférieur à 30 ans s'élève à 29,8 %, soit en dessous de la moyenne départementale (33,6 %). À l'inverse, le taux de personnes d'âge supérieur à 60 ans est de 29,2 % la même année, alors qu'il est de 26,2 % au niveau départemental.
En 2018, la commune comptait 319 hommes pour 329 femmes, soit un taux de 50,77 % de femmes, légèrement inférieur au taux départemental (51,08 %).
Les pyramides des âges de la commune et du département s'établissent comme suit.
| Hommes | Classe d’âge | Femmes |
| ------ | ------------ | ------ |
| 0,7    | 90 ou +      | 2,2    |
| 7,9    | 75-89 ans    | 11,1   |
| 18,0   | 60-74 ans    | 18,4   |
| 24,6   | 45-59 ans    | 22,2   |
| 17,7   | 30-44 ans    | 17,5   |
| 15,1   | 15-29 ans    | 14,0   |
| 16,1   | 0-14 ans     | 14,6   |

| Hommes | Classe d’âge | Femmes |
| ------ | ------------ | ------ |
| 0,6    | 90 ou +      | 1,5    |
| 6,8    | 75-89 ans    | 9,5    |
| 17,2   | 60-74 ans    | 18,4   |
| 20,9   | 45-59 ans    | 20,5   |
| 19,5   | 30-44 ans    | 18,6   |
| 17,7   | 15-29 ans    | 15,7   |
| 17,4   | 0-14 ans     | 15,8   |

### Cultes
L'ancienne église Saint-Martin paroissiale se trouvait à Bering, village détruit en 1632 par les Suédois, durant la guerre de Trente Ans. L'édifice actuel, dédié à saint Martin, est construit en 1868 dans le style néogothique ; sa flèche domine tout le village.

## Culture locale et patrimoine

### Lieux et monuments
- Le ban communal présente plusieurs ouvrages du secteur fortifié de Boulay de la ligne Maginot : le petit ouvrage du Village-de-Coume, le petit ouvrage de l'annexe Nord de Coume, le petit ouvrage de Coume, ainsi que le petit ouvrage de l'annexe Sud de Coume.

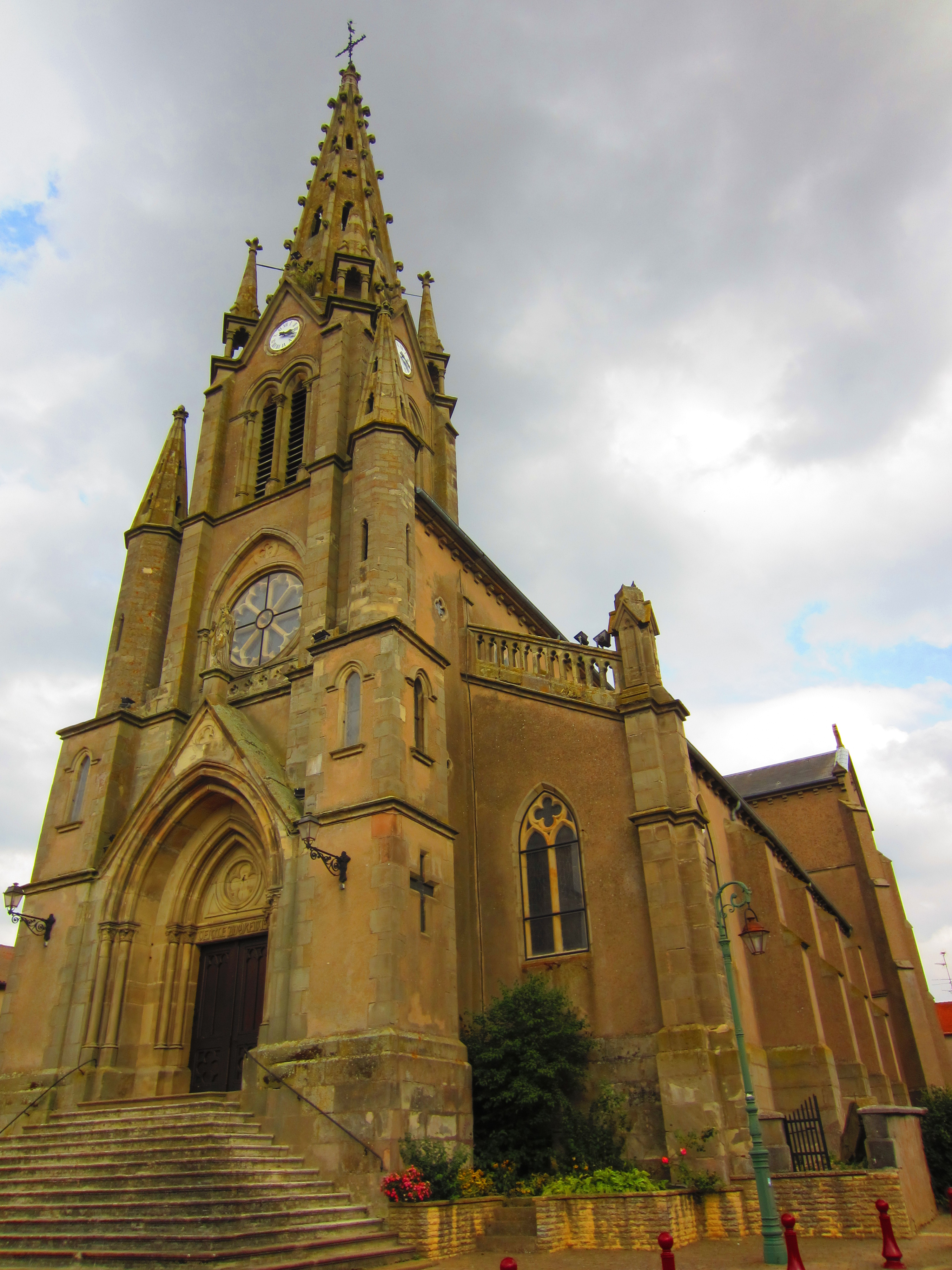
Église Saint-Martin.

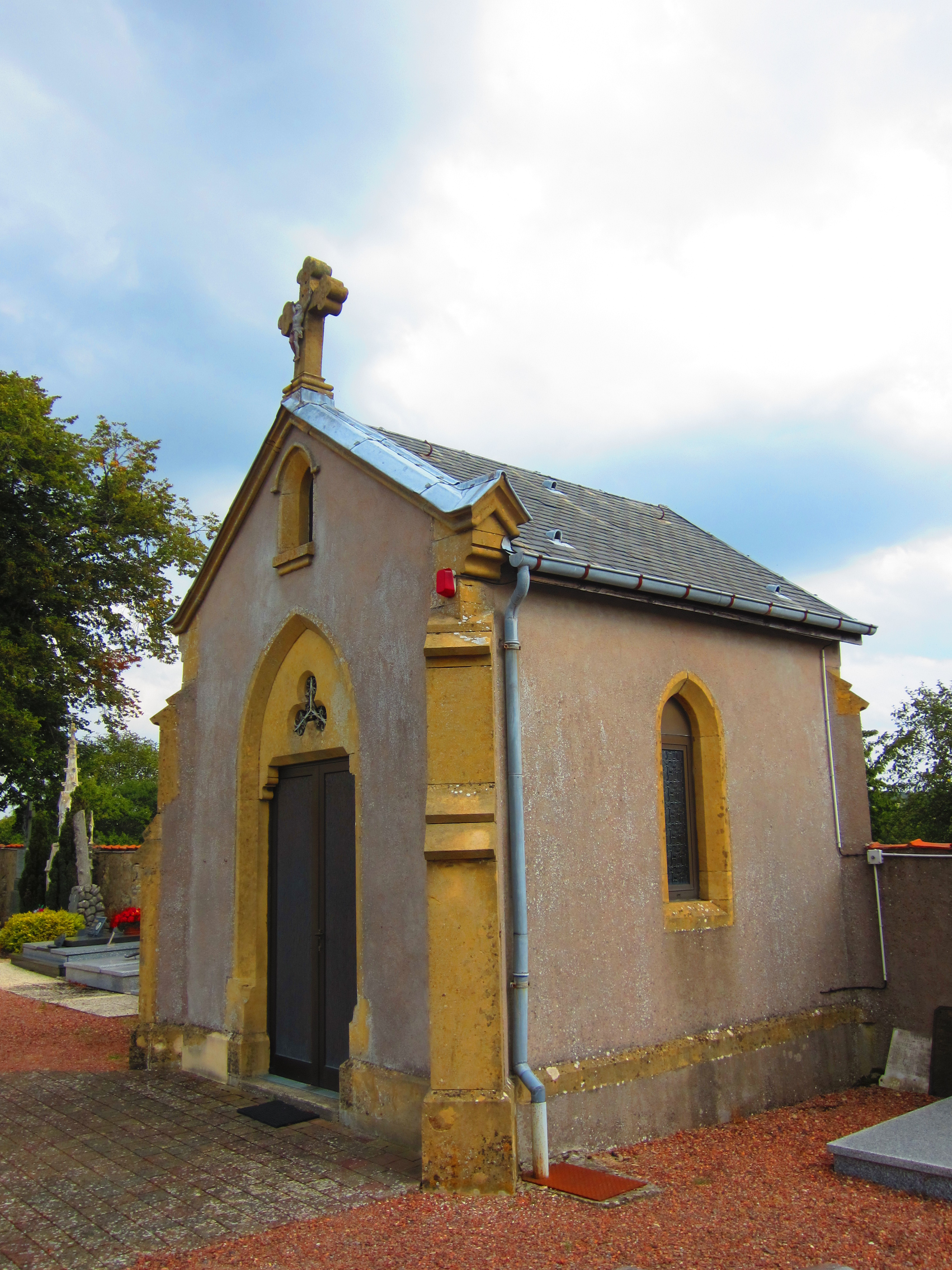
Chapelle de cimetière.

- L'église paroissiale Saint-Martin, de style néogothique, est érigée en 1868.
- Une réplique de la grotte de Lourdes est édifiée dans un enclos à côté du cimetière, à la sortie du village, au croisement de la route de Niedervisse. À proximité se situent un calvaire, une statue de Notre-Dame-de-la'Salette, ainsi que les deux monuments aux morts communaux, rappelant les défunts de Coume tombés lors de la Première et de la Seconde Guerre mondiale.
- Chapelle de cimetière.